# 德拉米贊區

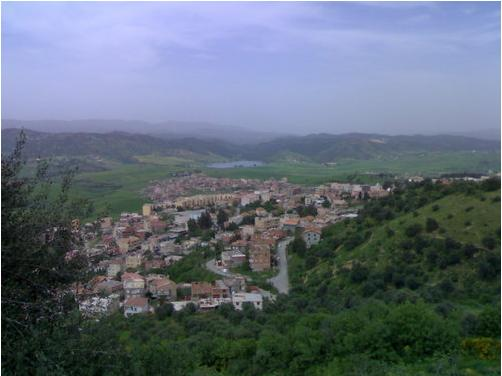

36°32′08″N 3°50′03″E / 36.53556°N 3.83417°E
德拉米贊區（阿拉伯语：‎），是阿爾及利亞的行政區，位於該國北部，由提濟烏祖省負責管轄，首府設於德拉米贊，面積239平方公里，2008年人口83,935，人口密度每平方公里351人。